# Kotzebue (Adelsgeschlecht)

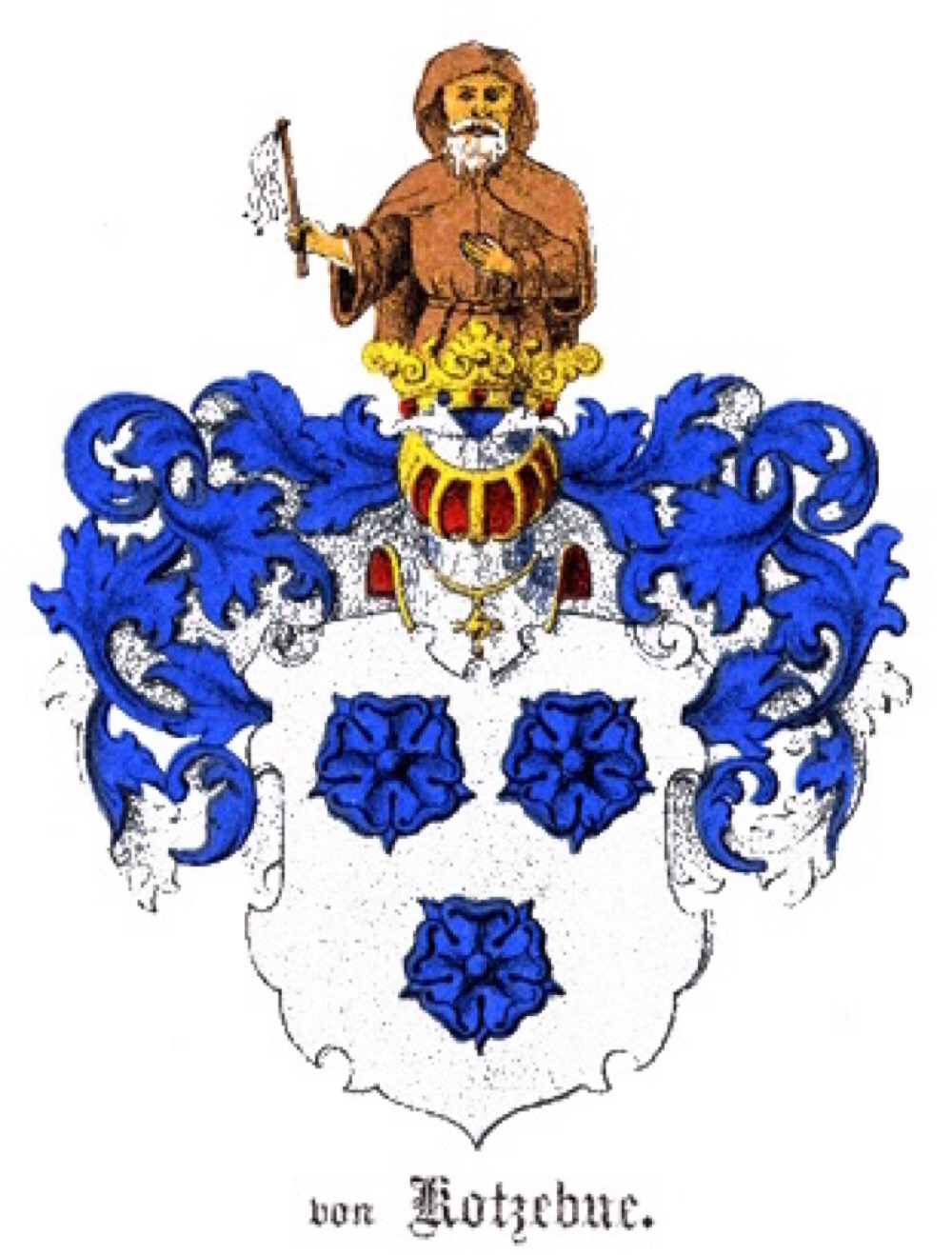
Stammwappen derer von Kotzebue

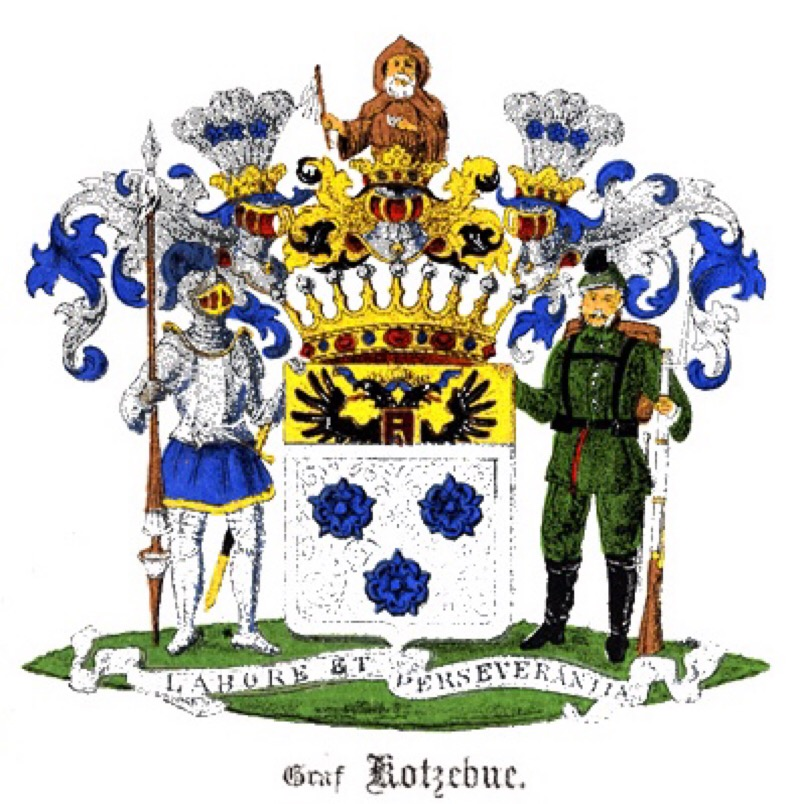
Wappen der Grafen von Kotzebue (von 1874)

Kotzebue ist der Name eines deutsch-baltischen und russischen Adelsgeschlechts, das aus Kossebau bei Arendsee in der Altmark stammt.

## Geschichte
Die Familie tritt erstmals im Jahr 1420 mit Henning Kossebu zu Stendal und Arnd Cassebu (1420–1454), Ratsherr der Neustadt Salzwedel, urkundlich auf. Die sichere Stammreihe beginnt erst mit Jakob Kotzebue (1527–1597), Ratskämmerer in Magdeburg.
Das Geschlecht blühte vor allem im Baltikum, wo August Kotzebue 1785 in den erblichen russischen Adelsstand erhoben wurde. Seine Ermordung im Jahr 1819 hatte die Karlsbader Beschlüsse zur Folge. August von Kotzebues Nachfahren wurden 1874 in den Grafenstand erhoben und am 17. Januar 1906 in den Adelsmatrikel in Bayern einverleibt (für den Kunstmaler Wilhelm von Kotzebue).
Nach dem Seefahrer Otto von Kotzebue sind der Kotzebue-Sund, der Ort Kotzebue sowie die Otto-von-Kotzebue-Insel benannt.
Paul von Kotzebue war Kommandant des Alexanderpalastes in Zarskoe Selo vom 4. bis zum 31. März 1917, zu diesem Zeitpunkt war die Zarenfamilie dort interniert (siehe Ermordung der Zarenfamilie). Da er diese würdig behandelte und weiterhin treu ergeben war, wurde er bei der Übergangsregierung denunziert, abgesetzt und später selbst verhaftet. Er verbrachte den Rest seines Lebens im Exil in Westeuropa und Amerika und war mit Allene Tew, geschiedene Prinzessin Reuß zu Köstritz verheiratet.

## Wappen
Das Stammwappen zeigt in Silber drei (2:1) blaue Rosen. Auf dem Helm mit blau-silbernen Decken ein Kapuziner im Habit zu sehen, in der Rechten eine dreisträhnige Geißel schwingend, die Linke auf das Herz gelegt.

## Personen
- Jakob Kotzebue (1527–1597), Ratsherr und Kämmerer in Magdeburg
  - Lic. theol. Johann Kotzebue (1591–1629), dessen Sohn, Pastor in Magdeburg (St. Jacobi), Pastor und Rektor in Quedlinburg; verh. am 9. November 1613 in Wittenberg mit Magdalena Mühlmann (1590–1638)
    - Johann Kotzebue (1616–1677), dessen Sohn, als Johann X. Abt vom Kloster Loccum, verh. am 13. Oktober 1662 in Hannover mit Elisabeth Engelbrecht (1643–1700);
      - Johann Wilhelm Kotzebue (um 1666 – 1730?), um 1700 bis 1730 Abt des Klosters Bursfelde;
      - Christian Burchard Kotzebue (1667–1733), Superintendent in Ronneberg; verh. 1695 in Liebenau mit Anna Louise Toppius;
      - Georg Carl Kotzebue (1668–1730), Oberamtmann in Westen; verh. mit Anna Katharina Lindinger (1677–1657)

    - Jakob Franz Kotzebue (1621–1685), königlich-schwedischer Leibarzt, verh. 1660 in Hildesheim mit Margarethe Barbara Lüdecke (1638–1691)
      - Christian Ludwig Kotzebue (1661–1706), Kurfürstlich Hannoverscher Hof- und Leibarzt, Historiker und Genealoge, verh. mit Maria Eleonore Bünting (1666–1704)
        - Johann Ludwig Kotzebue (1694–1730)
          - Anton Ludwig Friedrich Kotzebue (1721–1787), Pfalzmajor in Wolfenbüttel
            - Caroline Ludecus geb. Johanne Caroline Amalie Kotzebue (1757–1844), Cousine von August, Schriftstellerin mit dem Pseudonym Amalie Berg

          - Levin Karl Christian Kotzebue (1727–1761), verh. 1757 in Wolfenbüttel mit Christine Kotzebue, geb. Krüger (1736–1828)
            - August von Kotzebue (1761–1819), deutscher Schriftsteller und Dramatiker
              - Otto von Kotzebue (1787–1846), Sohn von August (I.), deutschbaltischer Entdecker und Offizier der russischen Marine
              - Moritz von Kotzebue (1789–1861), Sohn von August (I.), deutschbaltischer Generalleutnant in russischen Diensten
              - Paul Demetrius von Kotzebue (1801–1884), Sohn von August (II.), deutschbaltischer russischer General im Krimkrieg, 1874–80 Generalgouverneur von Warschau für das russische Weichselland
                - Theodor Kotzebue-Pilar von Pilchau

              - Karl von Kotzebue (1805–96), Sohn von August (III.)
                - Ernst von Kotzebue  (1838–1914), russischer Diplomat (Gesandter in den USA 1895–97)

              - Wilhelm von Kotzebue (1813–1887), Sohn von August (III.), deutschbaltischer Diplomat und Schriftsteller
              - Alexander von Kotzebue (1815–1889), Sohn von August (III.), in Ostpreußen geborener deutsch-russischer Schlachtenmaler
                - Wilhelm von Kotzebue (1864–1952), deutscher Maler
                  -                     - Otto von Kotzebue (1936–2022), Urenkel von Alexander, Maurer, Architekt, Maler